# Pasahe
Pasahe era una fortalesa hitita situada al sud-est del país, propera a la frontera de Kizzuwatna. El rei Idrimi d'Alalakh cap a l'any 1460 aC la va destruir impunement, segurament gràcies a un tractat entre Alalakh i Pilliya II de Kizzuwatna, pel qual Idrimi podia travessar el país i entrar a territori hitita a saquejar-lo.